# ميكيل كيسلر
ميكيل كيسلر (بالدنماركية: Mikkel Kessler)‏ مواليد 1 مارس 1979 في كوبنهاغن، هو ملاكم دانمركي يصنف ضمن فئة وزن خفيف الثقيل. حقق بطولة رابطة الملاكمة العالمية وبطولة المجلس العالمي للملاكمة.

## إحصائيات
خاض خلال مسيرته 49 نزالا، فاز في 46 وخسر في 3. فاز بالضربة القاضية في 35 نزالا.

## وصلات خارجية
- ميكيل كيسلر على موقع IMDb (الإنجليزية)
- ميكيل كيسلر على موقع الموسوعة البريطانية (الإنجليزية)
- ميكيل كيسلر على موقع ميوزك برينز (الإنجليزية)
- ميكيل كيسلر على موقع ديسكوغز (الإنجليزية)
- ميكيل كيسلر على موقع قاعدة بيانات الفيلم (الإنجليزية)
- ميكيل كيسلر على موقع بوكس ريك (الإنجليزية) (registration required)

- الموقع%20الرسمي